# Składy drużyn olimpijskich w piłce siatkowej kobiet 2000
Artykuł grupuje składy wszystkich reprezentacji narodowych w piłce siatkowej, które wystąpiły w turnieju siatkówki kobiet na Letnich Igrzyskach Olimpijskich w 2000 roku w Sydney.

## Składy drużyn
| Numer | Imię i nazwisko    |
| ----- | ------------------ |
| 1     | Nataša Leto        |
| 2     | Ingrid Šišković    |
| 3     | Patricia Daničić   |
| 4     | Marijana Ribičić   |
| 6     | Marija Anzulović   |
| 8     | Barbara Jelić      |
| 9     | Ana Kastelan       |
| 10    | Biljana Gligorović |
| 11    | Jelena Čebukina    |
| 12    | Vešna Jelić        |
| 13    | Beti Rimač         |
| 14    | Gordana Jurčan     |

| Numer | Imię i nazwisko |
| ----- | --------------- |
| 2     | Kim Hui-gyeong  |
| 3     | Kang Hye-mi     |
| 4     | Ku Min-jeong    |
| 6     | Choi Gwang-hui  |
| 7     | Park Mee-gyeong |
| 8     | Koo Ki-lan      |
| 9     | Chung Su-hye    |
| 10    | Park Soo-jeong  |
| 12    | Eoh Yeon-soon   |
| 13    | Lee Meong-hee   |
| 14    | Lee Yun-hui     |
| 15    | Chang So-yun    |

| Numer | Imię i nazwisko          |
| ----- | ------------------------ |
| 1     | Fiorella Aita            |
| 2     | Iris Falcon              |
| 3     | Rosa Gisella Garcia      |
| 4     | Diana Patricia Soto      |
| 5     | Leyla Felicita Chihuan   |
| 6     | Elena Keldibekowa        |
| 7     | Yulissa Zamudio Noelia   |
| 8     | Milagros Alicia Moy      |
| 9     | Janet Daria Vasconzuelos |
| 12    | Natalia Maria Malaga     |
| 14    | Milagros Uceda           |
| 17    | Milagros Bratriz Camere  |

| Numer | Imię i nazwisko    |
| ----- | ------------------ |
| 1     | Yumilka Ruiz       |
| 2     | Marlenis Costa     |
| 3     | Mireya Luis        |
| 4     | Lilia Izquierdo    |
| 5     | Idalmis Gato       |
| 8     | Regla Bell         |
| 10    | Regla Torres       |
| 12    | Taimaris Aguero    |
| 14    | Ana Ibis Fernandez |
| 16    | Mirka Francis      |
| 17    | Marta Sanchez      |
| 18    | Zoila Barros       |

| Numer | Imię i nazwisko |
| ----- | --------------- |
| 1     | Wu Dan          |
| 2     | Li Yan          |
| 4     | Zhu Yunying     |
| 5     | Wu Yongmei      |
| 6     | Li Shan         |
| 7     | He Qi           |
| 10    | Chen Jing       |
| 11    | Sun Yue         |
| 12    | Qiu Aihua       |
| 13    | Gui Chaoran     |
| 15    | Wang Lina       |
| 17    | Yin Yin         |

| Numer | Imię i nazwisko             |
| ----- | --------------------------- |
| 1     | Olga Potaszowa              |
| 2     | Natalia Morozowa            |
| 3     | Anastazja Bielikowa         |
| 4     | Jelena Batuktina-Tiurina    |
| 5     | Lubow Sokołowa-Szaszkowa    |
| 6     | Lena Godina                 |
| 8     | Jewgienija Artamonowa-Estes |
| 9     | Jelizawieta Tiszczenko      |
| 11    | Jekatierina Gamowa          |
| 12    | Tatiana Graczewa            |
| 13    | Inessa Sargsian             |

| Numer | Imię i nazwisko       |
| ----- | --------------------- |
| 2     | Simona Rinieri Dennis |
| 3     | Elisa Togut           |
| 4     | Manuela Leggeri       |
| 7     | Maurizia Cacciatori   |
| 8     | Sabrina Bertini       |
| 10    | Paola Paggi           |
| 11    | Darina Mifkowa        |
| 12    | Francesca Piccinini   |
| 14    | Eleonora Lo Bianco    |
| 15    | Ana Paula De Tassis   |
| 16    | Anna Vania Mello      |
| 18    | Antonella Bragaglia   |

| Numer | Imię i nazwisko     |
| ----- | ------------------- |
| 1     | Susanne Lahme       |
| 2     | Beatrice Dömeland   |
| 3     | Tanja Hart          |
| 4     | Kerstin Tzscherlich |
| 5     | Sylvia Roll         |
| 9     | Christina Benecke   |
| 10    | Anja-Nadin Pietrek  |
| 11    | Christina Schultz   |
| 12    | Judith Flemig       |
| 13    | Hanka Pachale       |
| 15    | Angelina Grün       |
| 16    | Judith Sylvester    |

| Numer | Imię i nazwisko           |
| ----- | ------------------------- |
| 2     | Margaret Indakala         |
| 3     | Doris Wanjala             |
| 5     | Jacqueline Makokha        |
| 6     | Edna Chepngeno            |
| 9     | Dorcas Nakhomicha Ndasaba |
| 11    | Roselidah Obunaga         |
| 13    | Gladys Nasikanda          |
| 14    | Violet Barasa             |
| 15    | Maria Kochwa              |
| 16    | Nancy Waswa               |
| 17    | Emily Wesutila            |
| 18    | Judith Serenge            |

| Numer | Imię i nazwisko     |
| ----- | ------------------- |
| 2     | Elisângela Oliveira |
| 3     | Janina Conceicao    |
| 4     | Raquel Silva        |
| 5     | Ricarda Lima        |
| 7     | Fofão Souza         |
| 8     | Leila Barros        |
| 9     | Walewska Oliveira   |
| 10    | Virna Dias          |
| 11    | Karin Rodrigues     |
| 14    | Kely Fraga          |
| 16    | Erika Ciombra       |
| 17    | Katia Lopes         |

| Numer | Imię i nazwisko       |
| ----- | --------------------- |
| 1     | Demetria Sance        |
| 2     | Danielle Scott-Arruda |
| 5     | Stacy Sykora          |
| 7     | Heather Bown          |
| 8     | Charlnene Tagaloa     |
| 9     | Kerri Walsh           |
| 10    | Mickisha Hurley       |
| 11    | Robyn Ah Mow-Santos   |
| 13    | Tara Cross-Battle     |
| 15    | Logan Tom             |
| 16    | Sarah Noriega         |
| 18    | Allison Weston        |

| Numer | Imię i nazwisko   |
| ----- | ----------------- |
| 2     | Renate Maycock    |
| 3     | Majella Brown     |
| 5     | Elizabeth Brett   |
| 6     | Rachel White      |
| 7     | Christie Mokotupu |
| 9     | Selina Scoble     |
| 10    | Sandra Bowen      |
| 11    | Tamsin Barnett    |
| 12    | Priscilla Ruddle  |
| 14    | Louise Bawden     |
| 15    | Beatrice Daly     |
| 16    | Angela Clarke     |